# Cornershop
I Cornershop sono un gruppo inglese di musica indie formato a Leicester nel 1992 dal cantante Tjinder Singh, nativo di Wolverhampton e da suo fratello, il bassista Avtar Singh, insieme a David Chambers (batteria) e Ben Ayres (chitarre, tastiere e tambura). I primi tre erano stati precedentemente membri del gruppo General Havoc, che aveva all'attivo già un disco (Fast Jaspal EP) del 1991. Il gruppo è divenuto popolare nel 1997 grazie al singolo Brimful of Asha e al successivo remix del brano, effettuato da Fatboy Slim.

## Membri del gruppo
- Tjinder Singh
- Ben Ayres
- Anthony Saffery
- Nick Simms
- Peter Bengry
- Pete Hall
- Wallis Healey
- Paul McGuigan

## Discografia

### Album
- Hold On It Hurts (1994)
- Woman's Gotta Have It (1995)
- When I Was Born for the 7th Time (1997) #17 UK
- Disco and the Halfway to Discontent (as Clinton) (1999) #168 UK
- Handcream for a Generation (2002) #30 UK
- (TBA) (2008)
- Judy Sucks a Lemon for Breakfast (2009)
- Cornershop and the Double 'O' Groove Of (2011)
- Urban Turban (2012)
- The Hot for May Sound (2013)
- England Is A Garden (2020)

### Singoli
- In The Days Of Ford Cortina EP (1993)
- Lock Stock & Double Barrel EP (1993)
- Reader's Wives (1993) #91 UK
- Born Disco, Died Heavy Metal (1994)
- Seetar Man (1994) (split single con Blood Sausage)
- 6 a.m. Jullander Shere (1995)
- My Dancing Days Are Done (1995) (split single con Prohibition)
- 6 a.m. Jullander Shere: The Grid and Star Liner mixes (1996)
- W.O.G. - The U.S Western Oriental mixes (1996)
- Butter the Soul (1996)
- Good Ships (1997) #107 UK
- Brimful of Asha (1997) #60 UK
- Brimful of Asha (Norman Cook Remix) (1998) #1 UK
- Sleep on the Left Side (1998) #23 UK
- Buttoned Down Disco" (a nome Clinton) (1999) #81 UK
- People Power In The Disco Hour (a nome Clinton) (2000) #86 UK
- Lessons Learned From Rocky I to Rocky III (2002) #37 UK
- Staging (2002) #80 UK
- Topknot / Natch (2004) #53 UK
- Wop the Groove (2006) #154 UK
- The Roll Off Characteristics (Of History in the Making) (2009)
- Who Fingered Rock 'n' Roll? (2009)